# Lise Thibault
Pour les articles homonymes, voir Thibault.
Lise Thibault, née le 2 avril 1939 à Saint-Roch-de-l'Achigan, est une animatrice de télévision et une femme politique québécoise. Elle est lieutenante-gouverneure du Québec du 30 janvier 1997 au 7 juin 2007. Elle est la première femme à occuper ce poste.

## Biographie
Elle est la fille de Paul Trudel et de Laurence Wolfe. Elle est devenue infirme à vie après un accident de toboggan, survenu à l'adolescence. Depuis, elle doit recourir à un fauteuil roulant pour se déplacer. Elle s’est mariée le 21 novembre 1959 à Montréal avec René Thibault, dont elle a divorcé en 2001.

## Carrière

### Carrière télévisuelle
D'abord enseignante, Lise Thibault travaille de 1973 à 1978 à Télé-Métropole et, de 1977 à 1981, à Radio-Canada comme animatrice et recherchiste. Par la suite, elle occupe plusieurs postes importants dans la fonction publique en plus d'être engagée dans de nombreux conseils d'administration sociaux au fil des années ce qui lui vaut en 1994 le prix de Femme de Mérite que lui remet le YWCA de Montréal et le titre de « femme de l'année » dans la revue Châtelaine. 
Lise Thibault a déjà animé une émission de télévision nommée De bien belles choses qui expliquait comment bien recevoir des invités avec peu de budget.

### Carrière politique
Lise Thibault a une vie politique militante très active au sein tant de partis politiques fédéralistes que de mouvements préconisant l'unité nationale canadienne. En 1980, elle est ainsi vice-présidente du comité préréférendaire « Les Québécois pour le Non » et présidente du Comité du Non de Laval. Candidate du Parti libéral du Québec aux élections générales québécoises de 1981, elle est défaite dans la circonscription de Fabre. Elle est membre de la commission politique du Parti libéral de 1981 à 1984 et présidente de la sous-commission de la famille en 1983 et 1984. Candidate du Parti libéral du Canada, lors des élections fédérales de 1984, dans la circonscription de Gamelin, elle est battue par le progressiste-conservateur Michel Gravel. Elle est enfin présidente de la commission des communications, section Québec, du Parti libéral du Canada en 1986 et 1987.

### Autres fonctions
Elle est par la suite chargée par le gouvernement formé par le Parti libéral du Québec de différentes fonctions comme vice-présidente de la Commission de la santé et de la sécurité du travail (CSST) de 1987 à 1993, puis présidente-directrice générale de l'Office des personnes handicapées du Québec de 1993 à 1995.

### Lieutenante-gouverneure du Québec

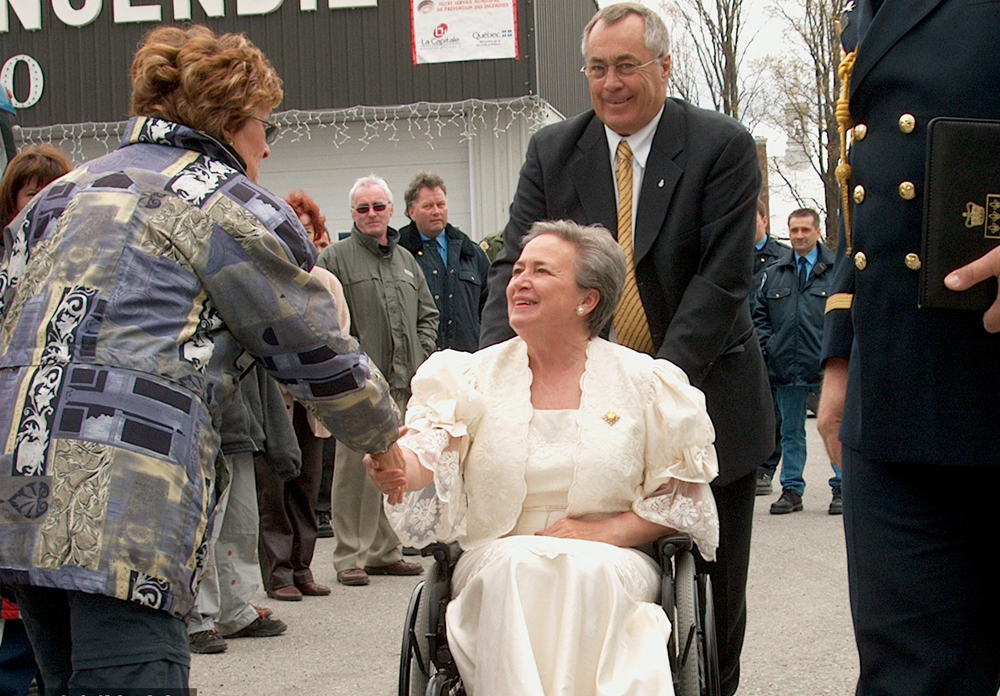
Lise Thibault durant le cent-cinquantième anniversaire de la municipalité de Saint-Victor en 2002.

En 1997, à la demande du premier ministre du Canada, Jean Chrétien, le gouverneur général du Canada Roméo LeBlanc la nomme lieutenante-gouverneure du Québec, à la suite de la démission de Jean-Louis Roux due à un scandale. Elle est la première femme dans cette fonction qu'elle occupe pendant dix ans, jusqu'en 2007, date de son remplacement par Pierre Duchesne,.

## Affaire des dépenses excessives
En février 2007, une controverse éclate au grand jour. Lise Thibault est critiquée par les médias pour des dépenses jugées excessives, injustifiées ou personnelles, qui ont été faites aux frais des contribuables québécois, ainsi que pour son refus de les expliquer. Ces dépenses incluent des factures pour des repas simultanés dans trois restaurants différents, des vacances, des leçons de golf et de ski, une fête de Noël de 30 000 $ et des pièces de monnaie rares offertes en cadeau à une personne qu'elle refuse de nommer. En 2002-2003, elle aurait été remboursée par le gouvernement pour plus de 223 000 $ de dépenses,. 
En réaction à ce scandale, certains députés exigent de la ministre fédérale Bev Oda qu'une enquête soit tenue sur les dépenses de la lieutenante-gouverneure. Le premier ministre Stephen Harper lui annonce que son mandat prendra fin et qu'un nouveau lieutenant-gouverneur sera nommé après les élections générales québécoises de 2007.
Le 12 juin 2007, des rapports du vérificateur général du Québec et de la vérificatrice générale du Canada révèlent que, sur une période de dix ans, plus de 700 000 $ de dépenses injustifiées ont été effectuées à partir des fonds publics alloués dans le cadre de ses fonctions, sur un budget total de 1 700 000 $. Lors du procès, les transactions reconnues s'élèvent à 650 000 $.
À la demande de la Commission de l'administration publique de l'Assemblée nationale du Québec, elle a dû comparaitre le 30 octobre 2008 devant les députés, afin de s'expliquer concernant l'utilisation abusive des fonds publics, alors que les enquêtes policières étaient toujours en cours. À cet effet, les dispositions prévues à la Loi sur l'administration publique (article 29) n'autorisaient pas la Commission à exiger sa comparution.
Le 25 septembre 2009, elle est officiellement accusée au criminel selon six chefs d'accusation.
Le 8 décembre 2014, Lise Thibault reconnait sa culpabilité après avoir clamé durant des années son innocence et avoir tenté de se protéger en invoquant l'immunité royale (lors du procès du 30 mai 2014). Le procureur de la couronne, Me Marcel Guimond, réclame un remboursement de 430 000 $ tandis que l'avocat de la défense, Me Marc Labelle, reconnait un montant de 310 000 $. À la clé, la Couronne estime que Lise Thibault mérite une peine de quatre ans de prison tandis que la défense plaide pour une peine dans la collectivité.
Le 30 septembre 2015, le juge Carol St-Cyr tranche en la condamnant à 18 mois de prison ainsi qu'au remboursement de 200 000 $ au gouvernement fédéral et de 100 000 $ au gouvernement provincial. Lise Thibault tente de faire commuer sa peine en peine dans la collectivité, mais sa demande est rejetée par la Cour d'appel. Elle est incarcérée le 25 février 2016 et décide de ne pas interjeter appel en Cour suprême. Elle obtient une libération conditionnelle le 2 juin 2016, après trois mois de détention.  
Au printemps 2017, elle déclare faillite, incapable de rembourser 1,5 million de dollars impayés en impôts provincial et fédéral de 1997 à 2013. Elle s'était toutefois déjà acquittée de son obligation de rembourser 300 000 $ des fonds détournés. Après quatorze mois de libération sous contraintes, elle recouvre la totalité de sa liberté le 17 août 2017.

## Fonds Fondation Lise-Thibault
Depuis 2001, le Fonds Fondation Lise-Thibault a pour objectif  premier d’aider à la réalisation de projets destinés à faire avancer la vie.  En soutenant des organismes ou des personnes dont la mission vise l’action communautaire sous toutes ses formes, en facilitant l’accès à la culture, aux loisirs et aux sports pour les personnes vivant avec des limitations, en soutenant des projets novateurs, en aidant à développer des alternatives, le Fonds Fondation Lise-Thibault entend contribuer à l’avancement d’une société qui se veut à l’écoute des besoins de chacun,.

## Distinctions
- Dame Grand-Croix de l'Ordre de Saint-François[8]
- Dame de Justice du Très vénérable ordre de Saint-Jean[8]
- Doctorat honorifique en droit de l'Anna Maria College à Paxton[8]
- Doctorat honorifique en droit civil de l'Université Bishop's à Lennoxville[8]
- Femme de mérite, YWCA de Montréal (1994)[8]
- Médaille de la Fondation Édouard‑Montpetit de la Faculté des sciences sociales, politiques et économiques de l’Université de Montréal
- Doctorat honorifique en droit de l’Université Concordia[25]
- Doctorat honorifique en droit civil de l’Université Bishop's[25]
- Médaille du jubilé d'or de la reine Élisabeth II (2002)

## Héraldique
Lise Thibault s'est vue concéder des armoiries le 22 février 1999 par l'Héraut d'armes du Canada.
| Créer la vie |
| ------------ |

| L'écu de Lise Thibault se blasonne ainsi : D'azur à une hirondelle volante d'argent tenant dans son bec un iris versicolore d'or, accompagnée en chef de deux plumes d'argent et en pointe de la clé de sol du même |